# Bothriomyrmex cuculus
Bothriomyrmex cuculus é uma espécie de inseto do gênero Bothriomyrmex, pertencente à família Formicidae.